# Chefferie de Bangoua
La chefferie supérieure Bangoua est une chefferie
traditionnelle située dans le département du Ndé, région de l'Ouest Cameroun. Elle est le lieu de ralliement des peuples Bangoua locaux et de la diaspora. Elle a a sa tête Sa Majesté « Fo » Julio Djampou Tchatchoung.

## Histoire
L'histoire de la chefferie supérieure Bangoua remonte à plusieurs siècles. Selon les traditions orales, elle aurait été fondée par des ancêtres qui ont migré vers la région à la recherche de terres fertiles. La chefferie Bangoua est la sœur de la chefferie Batoufam, ayant été fondée par le chasseur du nom de Ndokwu, venu de la chefferie Bandrefam.
Au fil des annés, la chefferie a évolué et s'est structurée autour de la figure du chef, qui est considéré comme le garant des traditions et des valeurs de la communauté.

## Organisation sociale
La chefferie est organisée autour d'un système hiérarchique, avec le chef à sa tête. Le chef est assisté par un conseil de notables qui l'aide à prendre des décisions concernant la gestion des affaires de la chefferie. Les membres de la communauté jouent également un rôle actif dans la prise de décisions, notamment lors des assemblées villageoises.

## Culture et traditions
La chefferie Bangoua est riche en traditions culturelles, notamment en ce qui concerne les rituels, les danses et les cérémonies. Les habitants célèbrent diverses fêtes qui marquent des événements importants de la vie communautaire, comme les récoltes ou les rites de passage. La chefferie Bangoua abrite une case patrimoniale qui présente une exposition sur les thèmes de l'art, de la chasse et des traditions,.

## Économie
L'économie de la chefferie Bangoua repose principalement sur l'agriculture, avec des cultures telles que le maïs, le manioc et le café. L'élevage est aussi pratiqué, contribuant à la subsistance des familles.